# Шарлеруа (футбольний клуб)
«Шарлеруа» (фр. Sporting du Pays de Charleroi) — професійний бельгійський футбольний клуб з міста Шарлеруа. Виступає у Лізі Жюпіле. Домашні матчі проводить на стадіоні «Стад дю Пеї де Шарлеруа», який вміщує 14 000 глядачів.

## Історія
Спортивний Клуб «Шарлеруа» був заснований в 1904 році. Через двадцять років після свого заснування команда здобула право грати в другому по силі дивізіоні Бельгії, а в 1929 році клуб змінив свою назву на Королівський Спортивний Клуб «Шарлеруа». В кінці 30-х та в 40-х роках ХХ століття популярнішим вважався інший клуб з Шарлеруа — «Олімпік», який грав на дивізіон вище. Це продовжувалося до тих пір, поки клуби не зустрілись в Першому дивізіоні Бельгії в 1947-му. У 1949 році Шарлеруа зайняв 4 місце у вищому дивізіоні, набравши на 2 очки менше, ніж льєзький «Стандард», тоді як «Олімпік» з Шарлеруа став 14-м. Але олімпійці знову повернули собі лідерство аж до 1955 року, коли вони вилетіли в другий дивізіон. За підсумками сезону 1956-57, «Олімпік» Шарлеруа був проведений в Перший дивізіон, натомість «Шарлеруа» посів останнє місце у вищому дивізіоні і, таким чином, опустився до другого дивізіону. Після 9 сезонів проведених в другому дивізіоні «Шарлеруа» повернувся на найвищий рівень в сезоні 1966-67. Сезон 1968-69 вони закінчили на другому місці, залишивши позаду «Стандард» (Льєж), але через два роки знову були понижені у класі.
У 1974 році кількість команд в Першому дивізіоні збільшується з 16 до 20, і «Шарлеруа» здобуває шанс знову грати на найвищому рівні. «Олімпік» теж повисився у класі, однак лише на один сезон. А «зебри» знову вилетіли в сезоні 1979-80, посівши передостаннє місце, але повернувся через п'ять років. Їх найкращий результат з тих пір в першому дивізіоні це — 4-е місце в 1993-94 рр.

## Поточний склад
Станом на 8 березня 2021

| №  | Поз. | Нац.        | Гравець                            |
| -- | ---- | ----------- | ---------------------------------- |
| 4  | ЗХ   | Сирія       | Айхам Усу                          |
| 5  | ПЗ   | Франція     | Етьєн Камара                       |
| 6  | ПЗ   | Алжир       | Адем Зоргане                       |
| 7  | НП   | ДР Конго    | Жордан Ботака (в оренді з «Гента») |
| 8  | НП   | Норвегія    | Якоб Наполеон Ромсаас              |
| 9  | НП   | Палестина   | Одай Даббаг                        |
| 10 | ПЗ   | Кот-д'Івуар | Парфе Гіагон                       |
| 13 | ПЗ   | Сенегал     | Крістоф Діанди                     |
| 16 | НП   | Ямайка      | Шамар Ніколсон                     |
| 18 | ЗХ   | Бельгія     | Леві Малунгу                       |
| 19 | НП   | Сербія      | Нікола Штулич                      |
| 20 | ЗХ   | Англія      | Джон Фленеган                      |
| 21 | ЗХ   | Кіпр        | Стеліос Андреу                     |

| №  | Поз. | Нац.        | Гравець                                          |
| -- | ---- | ----------- | ------------------------------------------------ |
| 22 | ПЗ   | Алжир       | Яссін Тітрауї                                    |
| 24 | ЗХ   | Бельгія     | Доріан Десолей                                   |
| 26 | ПЗ   | Мадагаскар  | Марко Ілаймахарітра                              |
| 27 | ПЗ   | Сенегал     | Мамаду Фаль                                      |
| 29 | ПЗ   | Перу        | Крістіан Бенавенте (в оренді з «Пірамідс»)       |
| 30 | ЗХ   | Бельгія     | Гійом Жиллє                                      |
| 33 | ЗХ   | Кот-д'Івуар | Седрік Кіпре (в оренді з «Вест Бромвіч Альбіон») |
| 34 | ПЗ   | Бельгія     | Амін Бенхаїб                                     |
| 38 | НП   | Бурунді     | Саїдо Бераїно (в оренді з «Зюлте-Варегем»)       |
| 40 | ВР   | Франція     | Ремі Дескамп                                     |
| 44 | ПЗ   | Японія      | Моріока Рьота                                    |
| 77 | ПЗ   | Бельгія     | Массімо Бруно                                    |
| 91 | НП   | Польща      | Лукаш Теодорчик (в оренді з «Удінезе»)           |

## Досягнення
- Чемпіонат Бельгії:
  - Срібний призер (1): 1968-69
- Кубок Бельгії:
  - Фіналіст (2): 1977-78, 1992-93

## Виступи в єврокубках
| Сезон   | Змагання        | Раунд    | Клуб              | Вдома | На виїзді | В сукупності |
| ------- | --------------- | -------- | ----------------- | ----- | --------- | ------------ |
| 1969–70 | Кубок ярмарків  | 1Р       | Загреб            | 2–1   | 3–1       | 5–2          |
| 1969–70 | Кубок ярмарків  | 2Р       | Руан              | 3–1   | 0–2       | 3–3(г)       |
| 1994–95 | Кубок УЄФА      | 1Р       | Рапід (Бухарест)  | 2–1   | 0–2       | 2–3          |
| 1995    | Кубок Інтертото | Група 10 | Бейтар (Єрусалим) | Н/Д   | 1–0       | 3-є          |
| 1995    | Кубок Інтертото | Група 10 | Бурсаспор         | 0–2   | Н/Д       | 3-є          |
| 1995    | Кубок Інтертото | Група 10 | Кошице            | Н/Д   | 2–3       | 3-є          |
| 1995    | Кубок Інтертото | Група 10 | Вімблдон          | 3–0   | Н/Д       | 3-є          |
| 1996    | Кубок Інтертото | Група 4  | Сількеборг        | 2–4   | Н/Д       | 3-є          |
| 1996    | Кубок Інтертото | Група 4  | Конві Юнайтед     | Н/Д   | 0–0       | 3-є          |
| 1996    | Кубок Інтертото | Група 4  | Заглембє (Любін)  | 0–0   | Н/Д       | 3-є          |
| 1996    | Кубок Інтертото | Група 4  | Рід               | Н/Д   | 3–1       | 3-є          |
| 2005    | Кубок Інтертото | 2Р       | Тампере Юнайтед   | 0–0   | 0–1       | 0–1          |
| 2015–16 | Ліга Європи     | 2К       | Бейтар (Єрусалим) | 5–1   | 4–1       | 9–2          |
| 2015–16 | Ліга Європи     | 3К       | Зоря              | 0–2   | 0–3       | 0–5          |